# Anaphes saintpierrei
Anaphes saintpierrei är en stekelart som beskrevs av Girault 1913. Anaphes saintpierrei ingår i släktet Anaphes och familjen dvärgsteklar. Inga underarter finns listade i Catalogue of Life.